# Шурыгин, Виктор Александрович (политик)
Ви́ктор Алекса́ндрович Шуры́гин (27 сентября 1913 года, станица Должанская Ейского района Краснодарского края, — 12 августа 1981 года, г. Москва) — советский государственный и партийный деятель, первый секретарь Оренбургского обкома КПСС (1961—64 гг.).

## Биография
Родился в рабочей семье.
Окончил 3 курса заочного института журналистики.
- 1931—1938 гг. — в редакциях газет (Астрахань, Ульяновск),
- 1938—1952 гг. — ответственный секретарь, редактор газеты «Большевистский сигнал» (Чкалов), заместитель редактора, редактор газеты «Чкаловская коммуна». Член ВКП(б) с 1941 года.
- 1952—1956 гг. — секретарь Чкаловского областного комитета ВКП(б)—КПСС
- 1956—1961 гг. — второй секретарь Чкаловского-Оренбургского областного комитета КПСС,
- 1961—1963 гг. — первый секретарь Оренбургского областного комитета КПСС,
- 1963—1964 гг. — первый секретарь Оренбургского сельского областного комитета КПСС,
- 1964—1970 гг. — секретарь Волгоградского областного комитета КПСС.

Член ЦК КПСС (1961—1966). Депутат Верховного Совета РСФСР 5 созыва (1959—1963). Депутат Верховного Совета СССР 6 созыва.
С 1970 года находился на пенсии. Скончался 12 августа 1981 года в г. Москве. Похоронен на Кунцевском кладбище (новая территория).